# Składy drużyn olimpijskich w piłce siatkowej kobiet 1972
Artykuł grupuje składy wszystkich reprezentacji narodowych w piłce siatkowej, które wystąpiły w turnieju siatkówki kobiet na Letnich Igrzyskach Olimpijskich w 1972 roku w Monachium.

## Składy drużyn
| Numer | Imię i nazwisko   |
| ----- | ----------------- |
| 1     | Sumie Oinuma      |
| 2     | Noriko Yamashita  |
| 3     | Seiko Shimakage   |
| 4     | Makiko Furukawa   |
| 5     | Takako Iida       |
| 6     | Katsumi Matsumura |
| 7     | Michiko Shiokawa  |
| 8     | Takako Shirai     |
| 9     | Mariko Okamoto    |
| 10    | Keiko Hama        |
| 11    | Yaeko Yamazaki    |
| 12    | Toyoko Iwahara    |

| Numer | Imię i nazwisko |
| ----- | --------------- |
| 1     | Jo Hye-jeong    |
| 2     | Kim Eun-hui     |
| 3     | Kim Yeing-ja    |
| 4     | Lee In-suk      |
| 5     | Lee Jeong-ja    |
| 6     | Lee Sun-bok     |
| 7     | Yun Yeong-nae   |
| 8     | Yu Jeong-hye    |
| 9     | Yu Gyeong-hwa   |

| Numer | Imię i nazwisko |
| ----- | --------------- |
| 1     | Ri Chun-ok      |
| 2     | Kim Myong-suk   |
| 3     | Kim Zung-bok    |
| 4     | Kang Ok-sun     |
| 5     | Kim Yeun-ja     |
| 6     | Hwang He-suk    |
| 7     | Jang Ok-rim     |
| 8     | Paek Myong-suk  |
| 9     | Ryom Chun-ja    |
| 10    | Kim Su-dae      |
| 11    | Jong Ok-jin     |

| Numer | Imię i nazwisko       |
| ----- | --------------------- |
| 1     | Ana Diaz              |
| 2     | Evelina Borroto       |
| 3     | Claritza Herrera      |
| 4     | Caludina Villaurrutia |
| 5     | Margarita Mayeta      |
| 6     | Mavis Guilarte        |
| 7     | Mercedes Perez        |
| 8     | Mercedes Pomares      |
| 9     | Mercedes Roca         |
| 10    | Miriam Herrera        |
| 11    | Nelly Barnet          |
| 12    | Nurys Sebey           |

| Numer | Imię i nazwisko             |
| ----- | --------------------------- |
| 1     | Emerencia Siry-Kiraly       |
| 2     | Emoke Szegedi-Vargha-Enekes |
| 3     | Eva Sebok-Szalay            |
| 4     | Judit Schlegl-Blaumann      |
| 5     | Judit Kiss-Gerhardt         |
| 6     | Judit Fekete                |
| 7     | Katalin Eichler-Schadek     |
| 8     | Lucia Banhegyi-Rado         |
| 9     | Ilona Maklary-Buzek         |
| 10    | Maria Gal                   |
| 11    | Zsusza Bokros-Torok         |

| Numer | Imię i nazwisko              |
| ----- | ---------------------------- |
| 1     | Wiera Gałuszka-Dujunowa      |
| 2     | Tatiana Poniajewa-Tretiakowa |
| 3     | Nina Smolejewa               |
| 4     | Róża Salikowa                |
| 5     | Ludmiła Bułdakowa            |
| 6     | Tatiana Gonoboblewa          |
| 7     | Tiurina Liubow               |
| 8     | Galina Leontiewa             |
| 9     | Inna Ryskal                  |
| 10    | Tatiana Saryczewa            |
| 11    | Ludmiła Borozna              |
| 12    | Natalia Kudrewa              |

| Numer | Imię i nazwisko          |
| ----- | ------------------------ |
| 1     | Anna Mifkova             |
| 2     | Darina Kodajova          |
| 3     | Dorota Jelinkova         |
| 4     | Elena Polakova-Moskalova |
| 5     | Hana Vlasakova           |
| 6     | Hilda Mazurova           |
| 7     | Irena Ticha-Svobodova    |
| 8     | Ivana Moulisova          |
| 9     | Jana Semecka             |
| 10    | Ludmiła Vinduškova       |
| 11    | Maria Mališova           |
| 12    | Jana Vapenkova           |

| Numer | Imię i nazwisko     |
| ----- | ------------------- |
| 1     | Annedore Richter    |
| 2     | Annette Ellerbracke |
| 3     | Birgit Pörner       |
| 4     | Erika Heucke        |
| 5     | Ingrid Lorenz       |
| 6     | Margaret Stender    |
| 7     | Marianne Lepa       |
| 8     | Regina Pütz         |
| 9     | Rike Ruschenburg    |
| 10    | Traute Schäfer      |
| 11    | Ursula Westphal     |